# ستيف ماثيوز
ستيف ماثيوز (بالإنجليزية: Steve Matthews)‏ هو لاعب كرة قدم أمريكية أمريكي، ولد في 13 أكتوبر 1970 في تولاهوما في الولايات المتحدة.

## وصلات خارجية
- ستيف ماثيوز على موقع مرجع كرة القدم المحترفة.كوم (الإنجليزية)